# Tourisme en Maine-et-Loire
Le tourisme en Maine-et-Loire représente un pan important de l'économie du département, avec près de 2,3 millions de visiteurs par an, dégageant un chiffre d'affaires direct et indirect de 1,5 milliard d'euros.
Se situant juste en arrière de la façade atlantique, deuxième destination touristique après la façade méditerranéenne, le Maine-et-Loire possède de nombreux atouts afin d'attirer les touristes. Département rural, il mise depuis plusieurs années sur le thème de la nature et du végétal, notamment mis en valeur par l'ouverture du parc Terra Botanica.
Son offre touristique inclut également la Loire, le vignoble angevin, les châteaux et l'habitat troglodyte.

## Généralités
Le tourisme dans le département de Maine-et-Loire pèse en totalité près de 1,5 milliard d'euros de revenus directs et indirects et représente 30 000 emplois.
Chaque année, environ 2,15 millions de touristes fréquentent les sites de visites (musées, caves, châteaux...). On compte également 1,7 million de nuitées en hébergements marchand.

## Tourisme

### Sites touristiques
En 2009, 2 244 000 visites payantes ont été enregistrées sur 117 sites touristiques sélectionnés. Le département de Maine-et-Loire compte environ 160 sites touristiques.
Sites archéologiques et antiques: Dolmen de Bagneux • Chevalerie de Sacé • Château de Noyant • Amphithéâtre de Gennes
Châteaux : Château d’Angers • Château de Brissac • Château de Serrant • Château de la Lorie • Château du Raguin • Château du Plessis-Bourré • Château du Plessis-Macé • Château médiéval de Pouancé • Château de Challain-la-Potherie • Château de Boumois • Château de Brézé • Château de Baugé  • Château de Durtal • Château de Montgeoffroy • Château de Martigné-Briand • Château de Montreuil-Bellay • Château de Montsabert • Château de Montsoreau • Château de Pimpéan • Château de Saumur • La Seigneurie du Bois • Château de la Haute-Guerche
Édifices religieux : Église Saint-Martin d'Angers • Abbaye Toussaint d’Angers • Prieuré Saint-Rémy-la-Varenne • Notre-Dame de Cunault • Abbaye de Fontevraud, Maison-mère de l’ Ordre de Fontevraud • Abbaye d'Asnière
Musées : Château de Montsoreau-Musée d'art contemporain • Musée de l’ardoise de Trélazé • Musée d’art et d’histoire (Cholet) • Musée d’art et d’histoire de Baugé • Musée des Beaux-Arts d’Angers • Musée des blindés de Saumur • Galerie David d’Angers • Musée européen de la communication • Muséum d’histoire naturelle d’Angers • Musée Joseph-Denais • Musée Jules-Desbois • Musée Jean-Lurçat et de la tapisserie contemporaine • Musée du génie • Musée des métiers de la chaussure • Musée du moteur • Musée régional de l’air d’Angers-Marcé • Musée du textile et de la mode de Cholet • Musée archéologique de Châtelais • Musée Loire et Métiers de Saint Clément des Levées

### Classement
Natura 2000 : Une partie du Maine-et-Loire est classé dans le Val de Loire Natura 2000 sous le nom de Zone spéciale de conservation (ZSC) Val de Loire Ponts-de-Cé Montsoreau (FR 5200629). Elle représente un ensemble comprenant la Loire fluviale « sauvage » et une partie de sa vallée alluviale (principalement le val endigué),. Cette zone est classée au titre de la variété des milieux, représentative d'un fonctionnement relativement peu perturbé du fleuve et présentant un intérêt paysager et culturel dans cette partie du val de Loire.
UNESCO : Une partie du territoire de Maine-et-Loire est classé au patrimoine mondial de l'UNESCO en tant que partie du Val de Loire entre Sully-sur-Loire et Chalonnes. La zone classée dans le Maine-et-Loire s'étend le long de la Loire, de Montsoreau à Chalonnes et a été classé suivant trois critères :

« - Critère (i): le Val de Loire est remarquable pour la qualité de son patrimoine architectural, avec ses villes historiques telles que Blois, Chinon, Orléans, Saumur et Tours, mais plus particulièrement pour ses châteaux de renommée mondiale. 
- Critère (ii): Le Val de Loire est un paysage culturel exceptionnel le long d'un grand fleuve. Il porte témoignage sur un échange d'influences, de valeurs humaines et sur le développement harmonieux d'interactions entre les hommes et leur environnement sur plus de deux mille ans d'histoire.
- Critère (iv): Le paysage du Val de Loire, et plus particulièrement ses nombreux monuments culturels, illustre à un degré exceptionnel l'influence des idéaux de la Renaissance et du siècle des Lumières sur la pensée et la création de l'Europe occidentale. »

— UNESCO - Le Val de Loire de Sully-sur-Loire à Chalonnes.

### Labels et réseaux
Plus beaux villages de France : Montsoreau fait partie de l'association regroupant les Plus beaux villages de France,.
Plus beaux détours de France : Montreuil-Bellay et Baugé font partie de l'association regroupant les Plus beaux détours de France.
Villes et pays d'art et d'histoire : Angers et Saumur ont reçu le label Villes et pays d'art et d'histoire.
Petites cités de caractère : Quatorze communes font partie de l'association regroupant les Petites cités de caractère, la plupart d'entre elles étant situées en bord de Loire : Aubigné-sur-Layon, Baugé, Béhuard, Blaison-Gohier, Chênehutte-Trèves-Cunault, Denée, Le Coudray-Macouard, Le Puy-Notre-Dame, Le Thoureil, Montreuil-Bellay, Montsoreau, Saint-Florent-le-Vieil, Savennières et Turquant,.
Ville et métiers d'art : Turquant fait partie de l'association Ville et Métiers d'Art.
Villages de charme en Anjou : Dix communes font partie de l'association regroupant les Villages de charme en Anjou : Aubigné-sur-Layon, Blaison-Gohier, Champteussé-sur-Baconne, Chênehutte-Trèves-Cunault, Chenillé-Changé, Grez-Neuville, Le Coudray-Macouard, Le Puy-Notre-Dame, Thorigné-d'Anjou, Turquant.
Concernant le concours des villes et villages fleuris, 5 communes ont obtenu 4 fleurs (Angers, Aubigné-sur-Layon, Chenillé-Changé, Cholet, Saint-Sylvain-d'Anjou) et une quinzaine d'autres 3 fleurs. Ce sont au total 65 communes de Maine-et-Loire qui ont reçu au moins une fleur au concours.

### Tourisme événementiel
Festival Angers-BD • Festival d’Anjou • Festival international du scoop et du journalisme • Foliklores • Gypsy Swing Festival • Les Orientales (festival) • Premiers plans • Tour de scènes • Marché aux puces de Montsoreau • Saveurs Jazz Festival • Les Heures Musicales du Haut-Anjou

### Palmarès des sites touristiques
| Site                           | Fréquentation |
| ------------------------------ | ------------- |
| Terra Botanica                 | 287 600       |
| Château d'Angers               | 245 000       |
| Bioparc - Zoo de Doué-en-Anjou | 224 950       |
| Abbaye royale de Fontevraud    | 150 650       |
| Parc oriental de Maulévrier    | 130 750       |

## Infrastructures d'accueil et d'hébergement
En 2009, le Maine-et-Loire comptait au total 90 622 lits touristiques, dont 43 % de lits marchands.

### Offices de tourisme et syndicats d'initiative
On trouve 25 offices de tourisme et syndicats d’initiative en Maine-et-Loire, comprenant 49 points d’accueil fixes ainsi que des points mobiles sur les lieux fréquentés en saison (parc, marché, camping…).[réf. nécessaire]

### Hôtellerie de plein air
En 2010, les hébergements de plein-air ont reçu 132 600 touristes, durant 521 773 nuitées, soit en moyenne environ 4 nuitées par touriste. De mai à septembre, le taux d'occupation s'établit à 30,3 %. Les touristes étrangers comptent pour plus de 48 % des nuitées. Août reste le mois le plus chargé pour l'hébergement de plein-air, avec un taux d'occupation de plus de 47 % pour ce mois.
La clientèle étrangère se compose principalement d'anglais (43 %) et de néerlandais (42 %).

### Hôtellerie
En 2010, entre mai et septembre, l'hôtellerie conventionnelle a fourni 547,597 nuitées. Les nuitées étrangères ne compte que pour 17 % du total, avec en tête de la fréquentation étrangère les Anglais (33 %), les Allemands (13 %) et les Belges (8 %).

### Les résidences secondaires
Selon le recensement général de la population du 1er janvier 2008, 2,9 % des logements disponibles dans le département étaient des résidences secondaires. Les lits non marchands représentent 57 % des lits touristiques du département, avec 52 520 lits.
Ce tableau indique les principales communes de Maine-et-Loire dont les résidences secondaires et occasionnelles dépassent 10 % du total des logements.